# Ewo (Republik Kongo)
Ewo ist eine Stadt im Westen der Republik Kongo. Die Hauptstadt des Distrikts Ewo und des Departements Cuvette-Ouest liegt etwa 600 Kilometer nördlich der Landeshauptstadt Brazzaville am Ufer des Flusses Kouyou, in nur 40 Kilometer Entfernung zur Landesgrenze mit Gabun. Bei der Volkszählung im Jahre 2023 hatte Ewo 28.229 Einwohner.
Der Flughafen Ewo befindet sich etwa zwei Kilometer südwestlich des Ortes.